# The Fire Fighter's Love
The Fire Fighter's Love è un cortometraggio muto del 1912 diretto da Oscar Eagle.

## Produzione
Il film fu prodotto dalla Selig Polyscope Company

## Distribuzione
Distribuito dalla General Film Company, il film - un cortometraggio in una bobina - uscì nelle sale cinematografiche statunitensi il 21 novembre 1912.